# Nu'uuli
Nu'uuli è un villaggio delle Samoa Americane appartenente alla contea di Ituau del Distretto orientale.